# Bischhagen
Bischhagen ist ein Ortsteil der thüringischen Stadt Heilbad Heiligenstadt im Landkreis Eichsfeld.

## Geographie und Verkehr

Ortsansicht auf Bischhagen von Norden

Bischhagen liegt ungefähr fünf Kilometer nordwestlich von Heilbad Heiligenstadt auf dem Buntsandsteinplateau des mittleren Eichsfeldes an der Thüringer Landesstraße 1005 und der Deutschen Märchenstraße nahe der niedersächsisch-thüringischen Grenze. Umliegende Orte sind Siemerode, Streitholz in Thüringen und Vogelsang in Niedersachsen. Der Grimmelbach fließt durch das Ortsgebiet. Bischhagen ist überwiegend landwirtschaftlich geprägt.
Erreicht werden kann Bischhagen über die Anschlussstelle „Heilbad Heiligenstadt“ an der Bundesautobahn 38. Der nächste Bahnhof befindet sich ebenfalls in Heiligenstadt.

## Geschichte
Bischhagen wird 1445 erstmals urkundlich erwähnt. Bis zur Säkularisation gehörten Bischhagen und die umliegenden Orte zur Kurmainz. Von 1802 bis 1945 war der Ort Teil der preußischen Provinz Sachsen. Nach dem Zweiten Weltkrieg war Bischhagen Teil der sowjetischen Besatzungszone.
Ab Dezember 1942 waren in Bischhagen Zwangsarbeiter aus der Ukraine im Einsatz.
Von 1949 bis zur Wiedervereinigung gehörte Bischhagen zur DDR und war von 1954 bis zur Wende und Wiedervereinigung 1989/1990 von der Sperrung der nahen innerdeutschen Grenze beeinträchtigt. 1990 wurde die eigenständige Gemeinde Teil des neuen Bundeslandes Thüringen.
Am 1. Januar 1991 schlossen sich die Gemeinden Bischhagen, Mengelrode, Siemerode und Streitholz zur neuen Gemeinde Hohes Kreuz zusammen, die vom 2. Januar 1992 bis zum 31. Dezember 2023 der Verwaltungsgemeinschaft Leinetal angehörte.
Bischhagen ist seit 1. Januar 2024 Ortsteil der Stadt Heilbad Heiligenstadt.
Die 1731 errichtete Kirche existiert noch heute. Im Ort leben derzeit etwa 180 Einwohner.

## Sehenswürdigkeiten
- Kirche in Bischhagen von 1731